# Ksor
Ksor (phát âm "cờ so") là một họ của người Gia Rai, cũng là họ K'sơr của người Êđê, đa số sống ở Việt Nam và số ít ở Campuchia và các nơi khác.
Theo người Gia Rai, Ksor mang ý nghĩa chỉ những vùng đất cao được con người khai thác, canh tác đên mức bạc màu rồi hồi phục lại thành rừng.

## Người nổi tiếng
- Ksor Phước, nguyên Ủy viên Ban Chấp hành Trung ương Đảng Cộng sản Việt Nam khóa XI
- Ksor H'Bơ Khăp, nữ Trung tá Công an nhân dân Việt Nam
- Ksor Nham, trung tướng Công an nhân dân Việt Nam
- Ksor Kok, chủ tịch Quỹ người Thượng
- Y Phôn Ksor, nhạc sĩ người Ê Đê nhưng mạng họ Gia Rai[3]